# Romain Dumas
Romain Dumas (Alès, Francia; 14 de diciembre de 1977) es un piloto francés de automovilismo que se destacó en resistencia. Ganó las 24 Horas de Le Mans de 2010, 2013 y 2016, las 24 Horas de Nürburgring de 2007, 2008, 2009 y 2011, las 24 Horas de Spa de 2003 y 2010 y las 12 Horas de Sebring de 2008, y fue campeón absoluto 2016 del Campeonato Mundial de Resistencia, y campeón 2007 y 2008 de la American Le Mans Series en la clase LMP2. Por otra parte, ganó el Pikes Peak International Hill Climb en 2014, 2016, 2017 y 2018, año que con el Volkswagen I.D. R Pikes Peak eléctrico consigue su cuarta victoria y el récord absoluto de la Subida a Pikes Peak con un tiempo de 7:57.148, bajando por primera vez en la historia de la prueba de los 8 minutos.
Actualmente es piloto oficial de Porsche, habiendo competido también en algunas carreras especiales para Audi. Desde 2008 disputa también pruebas del rally, tanto en Francia como en pruebas internacionales.

## Trayectoria

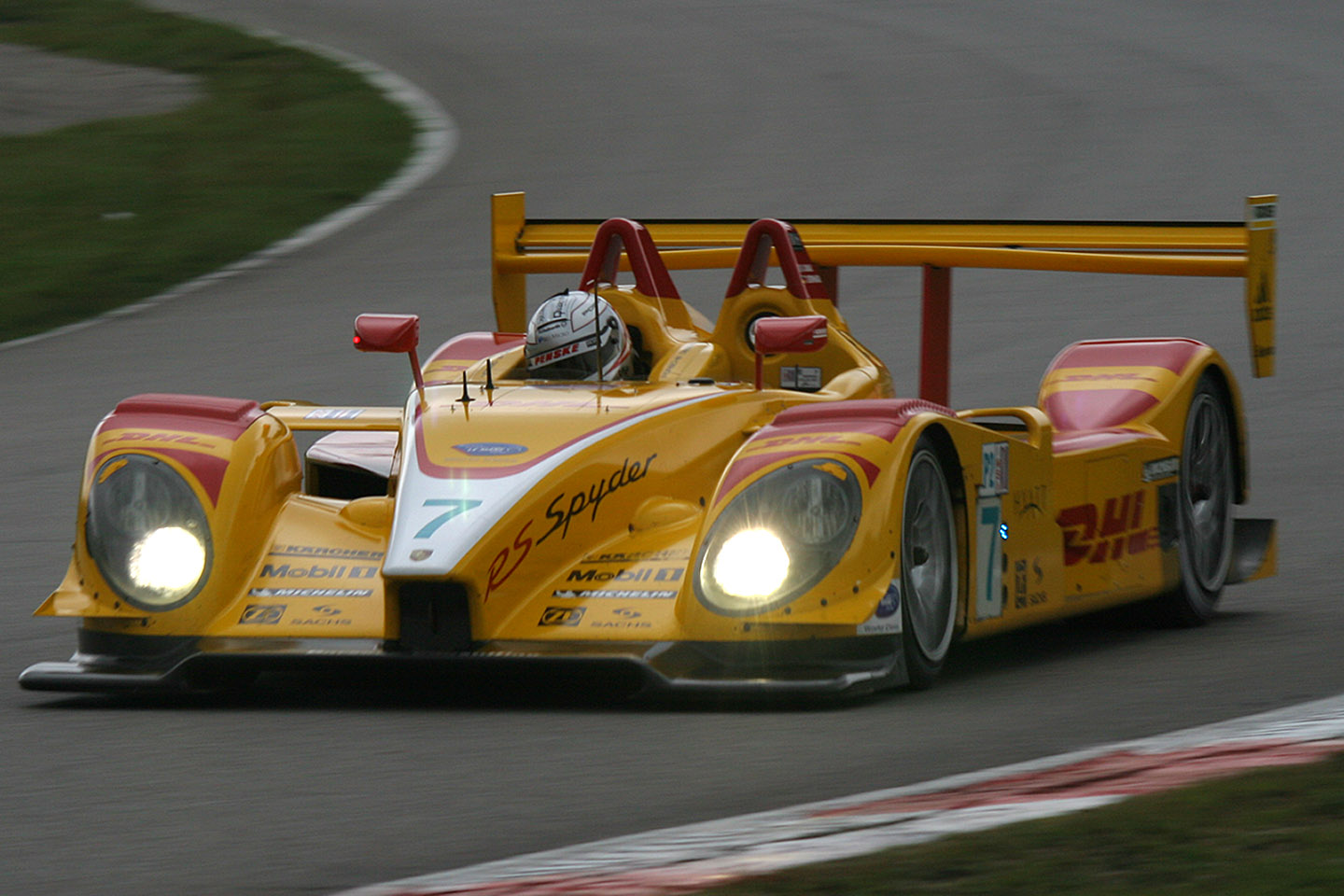
Romain Dumas en 2007, American Le Mans Series, Porsche RS Spyder de Penske Racing.

Dumas se inició en el karting a la edad de 15 años. En 1994 ganó el Volante Elf, y al año siguiente fue cuarto en la Fórmula Renault Campus Francesa. En 1996 pasó a la Fórmula Renault 2000 Francesa; en 1997 fue tercero en ese certamen con cinco victorias. Dumas ascendió a la Fórmula 3 Francesa en 1998. Al año siguiente cruzó el Canal de la Mancha y corrió en la Fórmula Palmer, donde quedó quinto. En 2000 retornó a la Fórmula 3 Francesa, donde finalizó sexto.
En 2001 y 2002 resultó séptimo y segundo en la Fórmula 3000 Europea. Simultáneamente, Dumas empezó a competir en gran turismos. Con un Porsche 911 del equipo Freisinger, fue segundo en la clase GT de las 24 Horas de Le Mans de 2001, ganó una fecha de la European Le Mans Series, llegó segundo en otra y compitió en una fecha del Campeonato FIA GT. En 2002, obtuvo victorias de la clase N-GT en los 1000 km de Suzuka, las 24 Horas de Spa y una fecha del Campeonato FIA GT, quedó segundo nuevamente en las 24 Horas de Le Mans, y llegó tercero en la clase GT de las 24 Horas de Daytona. Dumas se dedicó de lleno a competir con automóviles deportivos en 2003. Ese año finalizó tercero en la Copa Porsche Carrera Alemania, fue ganador absoluto en las 24 Horas de Spa con un Porsche 911 de Freisinger, ganó Petit Le Mans en la clase GT2, y tuvo participaciones en las 24 Horas de Le Mans y las 12 Horas de Sebring.
Dumas se mudó a Estados Unidos en 2004 a competir en la American Le Mans Series para el equipo de Alex Job. Al volante de un Porsche 911 de la clase GT, fue quinto en el campeonato con dos victorias y con segundas colocaciones en Sebring y Petit Le Mans. Por otra parte, fue ganador de clase en las 24 Horas de Spa y una fecha de la Le Mans Series y tercero en las 24 Horas de Le Mans, en los tres casos para Freisinger, y corrió en dos fechas de la Le Mans Series para Nasamax en la clase LMP1. En 2005, Dumas fue subcampeón de la clase GT2 de la American Le Mans Series para Alex Job con cuatro triunfos, y llegó cuarto en las 24 Horas de Le Mans para IMSA Performance, también con un Porsche 911.
En 2006, Dumas pasó a correr de manera habitual en sport prototipos, ya que el equipo Penske lo contrató para hacer correr un Porsche RS Spyder de la clase LMP2 en la American Le Mans Series. Ese año quedó sexto en el certamen con cuatro triunfos. También corrió en las 24 Horas de Spa para Ebimotors y las 24 Horas de Le Mans para IMSA Performance, abandonando en ambas oportunidades.
El piloto compitió de ambos lados del Océano Atlántico con gran éxito en 2007: fue campeón de la clase LMP2 de la American Le Mans Series para Penske con ocho victorias en doce fechas, seis de ellas absolutas; ganó dos de cuatro apariciones en el Campeonato de Nürburgring de Resistencia de la VLN con un Porsche 911 de Manthey, ganó las 24 Horas de Nürburgring para Manthey; y fue tercero absoluto en las 24 Horas de Le Mans quinto en una fecha de la Le Mans Series para Pescarolo. Además, compitió en las 24 Horas de Daytona con un prototipo. Dumas y Penske repitieron título en la clase LMP2 de la American Le Mans Series en 2008 con cuatro victorias, una de ellas absoluta en las 12 Horas de Sebring. Por otra parte, ganó las 24 Horas de Nürburgring para Manthey, resultó tercero en una fecha de la Le Mans Series para Pescarolo; y arribó tercero en la clase GT de las 24 Horas de Daytona con un Porsche 911.
Dumas junto con Penske pasó a la Grand-Am Rolex Sports Car Series en 2009. Allí fue séptimo con tres podios. Por otra parte, debutó como piloto oficial de Audi en las 24 Horas de Le Mans. También corrió Petit Le Mans para Oreca en la clase LMP1, donde llegó quinto, y repitió victoria en las 24 Horas de Nürburgring para Manthey.
En 2010, Dumas volvió a combinar diversas competiciones en su agenda. Como piloto oficial de Audi, fue ganador absoluto en las 24 Horas de Le Mans, quinto en una fecha de la Le Mans Series y tercero en una de la Copa Intercontinental Le Mans. Ganó las 24 Horas de Spa con un Porsche 911 de BMS Scuderia Italia, ganó una fecha de la American Le Mans Series para Cytosport con un Porsche RS Spyder; y participó en las 24 Horas de Daytona, dos fechas de la Le Mans Series para Felbermayr, las 24 Horas de Nürburgring y la VLN con un Porsche 911. Además, pilotó el Porsche 911 GT3-R Hybrid en Petit Le Mans.
En 2011, Dumas compitió en cuatro fechas de la Copa Intercontinental Le Mans para Audi; llegó quinto en Sebring, cuarto en Spa y se retiró en las 24 Horas de Le Mans y Petit Le Mans. Por otra parte, ganó las 24 Horas de Nürburgring en un Porsche 911 de Manthey; volvió a correr en el Porsche 911 híbrido, llegando a meta delante de todos los GT en Laguna Seca; y corrió para Cytosport en la fecha de Baltimore de la American Le Mans Series.
El francés disputó solamente las tres primeras carreras del renombrado Campeonato Mundial de Resistencia 2012 para Audi, resultando segundo en Sebring, primero en Spa-Francorchamps y quinto en Le Mans. Más tarde, disputó Petit Le Mans en un HPD de la clase LMP1 para Pickett Racing, que finalizó retrasado. También corrió en dos fechas de la VLN y las 24 Horas de Nürburgring para Manthey: llegó segundo en las dos primeras, pero en las 24 Horas su automóvil abandonó en la última vuelta cuando iba tercero. Por otra parte, participó en una prueba del Campeonato Mundial de Rally, el Rally de Alsacia, a bordo de un Mini John Cooper Works WRC.
Durante 2012, Dumas fue piloto de pruebas del Porsche 911 991 de la clase GTE. El francés compitió oficialmente en tres fechas del Campeonato Mundial de Resistencia 2013 con Manthey al volante de dicho automóvil junto a Marc Lieb y Richard Lietz, logrando la victoria en las 24 Horas de Le Mans. También resultó primero en la clase SP7 y séptimo absoluto en las 24 Horas de Nürburgring con Manthey, corriendo junto a Lieb, Timo Bernhard y Lucas Luhr, y disputó las 24 Horas de Daytona para TRG, también al volante de un Porsche 911. En tanto, llegó cuarto en las 12 Horas de Sebring y abandonó en Petit Le Mans como tercer piloto del HPD de Pickett junto a Luhr y Klaus Graf, y resultó décimo absoluto en el Rally de Alsacia con un Ford Fiesta RS WRC.
Dumas siguió con Porsche en 2014 pero en esta ocasión conducirá uno de los nuevos Porsche 919 Hybrid en el Campeonato Mundial de Resistencia. Ganó en Interlagos, y acumuló un segundo puesto, un tercero y tres cuartos, finalizando sexto en el campeonato de pilotos. Por otra parte, ganó el Pikes Peak International Hill Climb al volante de un Norma M20 RD Limited, donde registró un tiempo de 9'05.
El francés continuó junto a Jani y Lieb en el Campeonato Mundial de Resistencia 2015. Ganó en Baréin y acumuló cinco segundos puestos, de modo que se ubicó séptimo en el campeonato de pilotos de LMP1, colaborando a que Porsche obtuviera el campeonato de marcas. Por otra parte, disputó cuatro fechas de la Copa FIA R-GT con un Porsche 911, logrando una victoria de clase.
En 2016, Dumas, Jani y Lieb se consagraron campeones de pilotos del Mundial de Resistencia, tras ganar Silverstone y en las 24 Horas de Le Mans, y obtener un segundo puesto y cuatro cuartos puestos. También, el francés ganó el Pikes Peak International Hill Climb, con un tiempo de 8'51, conduciendo el Norma M20 RD Limited, y debutó en el Rally Dakar con un Peugeot 2008 DKR, finalizando 20º en la general.

## Resultados

### 24 Horas de Le Mans
| Año     | Equipo                          | Copilotos                                 | Automóvil               | Clase    | Vueltas | Pos. | Pos. Clase |
| ------- | ------------------------------- | ----------------------------------------- | ----------------------- | -------- | ------- | ---- | ---------- |
| 2001    | Freisinger Motorsport           | Gunnar Jeannette Philippe Haezebrouck     | Porsche 911 GT3-RS      | GT       | 282     | 7.º  | 2.º        |
| 2002    | Freisinger Motorsport           | Sascha Maassen Jörg Bergmeister           | Porsche 911 GT3-RS      | GT       | 321     | 17.º | 2.º        |
| 2003    | Team Nasamax McNeil Engineering | Robbie Sterling Werner Lupberger          | Reynard 01Q-Cosworth    | LMP900   | 138     | DNF  | DNF        |
| 2004    | Freisinger Motorsport           | Stéphane Ortelli Ralf Kelleners           | Porsche 911 GT3-RSR     | GT       | 321     | 13.º | 3.º        |
| 2005    | IMSA Performance                | Raymond Narac Sébastien Dumez             | Porsche 911 GT3-RS      | GT2      | 322     | 15.º | 4.º        |
| 2006    | IMSA Performance Matmut         | Raymond Narac Luca Riccitelli             | Porsche 911 GT3-RSR     | GT2      | 211     | DNF  | DNF        |
| 2007    | Pescarolo Sport                 | Emmanuel Collard Jean-Christophe Boullion | Pescarolo 01-Judd       | LMP1     | 358     | 3.º  | 3.º        |
| 2008    | Pescarolo Sport                 | Emmanuel Collard Jean-Christophe Boullion | Pescarolo 01-Judd       | LMP1     | 238     | DNF  | DNF        |
| 2009    | Audi Sport Team Joest           | Timo Bernhard Alexandre Prémat            | Audi R15 TDI            | LMP1     | 333     | 17.º | 13.º       |
| 2010    | Audi Sport North America        | Timo Bernhard Mike Rockenfeller           | Audi R15 TDI plus       | LMP1     | 397     | 1.º  | 1.º        |
| 2011    | Audi Sport Team Joest           | Timo Bernhard Mike Rockenfeller           | Audi R18 TDI            | LMP1     | 116     | DNF  | DNF        |
| 2012    | Audi Sport Team Joest           | Marc Gené Loïc Duval                      | Audi R18 ultra          | LMP1     | 366     | 5.º  | 5.º        |
| 2013    | Porsche AG Team Manthey         | Marc Lieb Richard Lietz                   | Porsche 911 RSR         | GTE Pro  | 315     | 15.º | 1.º        |
| 2014    | Porsche Team                    | Marc Lieb Neel Jani                       | Porsche 919 Hybrid      | LMP1-H   | 348     | 11.º | 4.º        |
| 2015    | Porsche Team                    | Marc Lieb Neel Jani                       | Porsche 919 Hybrid      | LMP1-H   | 391     | 5.º  | 5.º        |
| 2016    | Porsche Team                    | Marc Lieb Neel Jani                       | Porsche 919 Hybrid      | LMP1-H   | 384     | 1.º  | 1.º        |
| 2017    | Signatech Alpine Matmut         | Gustavo Menezes Matt Rao                  | Alpine A470-Gibson      | LMP2     | 351     | 10.º | 8.º        |
| 2018    | Porsche GT Team                 | Timo Bernhard Sven Müller                 | Porsche 911 RSR         | GTE Pro  | 92      | DNF  | DNF        |
| 2019    | Duqueine Engineering            | Nico Jamin Pierre Ragues                  | Oreca 07-Gibson         | LMP2     | 363     | 12.º | 7.º        |
| 2020    | Rebellion Racing                | Louis Delétraz Nathanaël Berthon          | Rebellion R13-Gibson    | LMP1     | 381     | 4.º  | 4.º        |
| 2021    | Glickenhaus Racing              | Ryan Briscoe Richard Westbrook            | Glickenhaus SCG 007 LMH | Hypercar | 364     | 5.º  | 5.º        |
| 2022    | Glickenhaus Racing              | Pipo Derani Olivier Pla                   | Glickenhaus SCG 007 LMH | Hypercar | 370     | 4.º  | 4.º        |
| 2023    | Glickenhaus Racing              | Ryan Briscoe Olivier Pla                  | Glickenhaus SCG 007 LMH | Hypercar | 335     | 6.º  | 6.º        |
| Fuente: |                                 |                                           |                         |          |         |      |            |

### Campeonato Mundial de Resistencia de la FIA
(Clave) (negrita indica pole position) (cursiva indica vuelta rápida)

| Año  | Escudería               | Clase     | Automóvil                   | 1   | 2   | 3   | 4   | 5   | 6   | 7   | 8   | 9   | Pos. | Puntos | Ref.   |
| ---- | ----------------------- | --------- | --------------------------- | --- | --- | --- | --- | --- | --- | --- | --- | --- | ---- | ------ | ------ |
| 2012 | Audi Sport Team Joest   | LMP1      | Audi R18 TDI Audi R18 ultra | SEB | SPA | LMS | SIL | SÃO | BHR | FUJ | SHA |     | 6.º  | 67     | [ 5 ]  |
| 2012 | Audi Sport Team Joest   | LMP1      | Audi R18 TDI Audi R18 ultra | 2   | 1   | 4   |     |     |     |     |     |     | 6.º  | 67     | [ 5 ]  |
| 2013 | Porsche AG Team Manthey | LMGTE Pro | Porsche 911 RSR             | SIL | SPA | LMS | SÃO | COA | FUJ | SHA | BHR |     | 10.º | 72     | [ 6 ]  |
| 2013 | Porsche AG Team Manthey | LMGTE Pro | Porsche 911 RSR             | 4   | 5   | 1   |     |     |     |     |     |     | 10.º | 72     | [ 6 ]  |
| 2014 | Porsche Team            | LMP1      | Porsche 919 Hybrid          | SIL | SPA | LMS | COA | FUJ | SHA | BHR | SÃO |     | 3.º  | 117    | [ 7 ]  |
| 2014 | Porsche Team            | LMP1      | Porsche 919 Hybrid          | Ret | 4   | 5   | 4   | 4   | 3   | 2   | 1   |     | 3.º  | 117    | [ 7 ]  |
| 2015 | Porsche Team            | LMP1      | Porsche 919 Hybrid          | SIL | SPA | LMS | NÜR | COA | FUJ | SHA | BHR |     | 3.º  | 138.5  | [ 8 ]  |
| 2015 | Porsche Team            | LMP1      | Porsche 919 Hybrid          | 2   | 2   | 5   | 2   | 12  | 2   | 2   | 1   |     | 3.º  | 138.5  | [ 8 ]  |
| 2016 | Porsche Team            | LMP1      | Porsche 919 Hybrid          | SIL | SPA | LMS | NÜR | MEX | COA | FUJ | SHA | BHR | 1.º  | 160    | [ 9 ]  |
| 2016 | Porsche Team            | LMP1      | Porsche 919 Hybrid          | 1   | 2   | 1   | 4   | 4   | 4   | 5   | 4   | 6   | 1.º  | 160    | [ 9 ]  |
| 2017 | Signatech Alpine Matmut | LMP2      | Alpine A470-Gibson          | SIL | SPA | LMS | NÜR | MEX | COA | FUJ | SHA | BHR | 21.º | 30     | [ 10 ] |
| 2017 | Signatech Alpine Matmut | LMP2      | Alpine A470-Gibson          |     | 5   | 5   |     |     |     |     |     |     | 21.º | 30     | [ 10 ] |
| 2021 | Glickenhaus Racing      | LMH       | Glickenhaus SCG 007 LMH     | SPA | POR | MNZ | LMS | BHR | BHR |     |     |     | 4.º  | 53     |        |
| 2021 | Glickenhaus Racing      | LMH       | Glickenhaus SCG 007 LMH     |     | 4   | 3   | 5   |     |     |     |     |     | 4.º  | 53     |        |
| 2022 | Glickenhaus Racing      | LMH       | Glickenhaus SCG 007 LMH     | SEB | SPA | LMS | MNZ | FUJ | BHR |     |     |     | 4.º  | 70     |        |
| 2022 | Glickenhaus Racing      | LMH       | Glickenhaus SCG 007 LMH     | 3   | 3   | 3   | Ret |     |     |     |     |     | 4.º  | 70     |        |
| 2023 | Glickenhaus Racing      | LMH       | Glickenhaus SCG 007 LMH     | SEB | POR | SPA | LMS | MNZ | FUJ | BHR |     |     | -.º  | -      |        |
| 2023 | Glickenhaus Racing      | LMH       | Glickenhaus SCG 007 LMH     |     |     |     |     |     |     |     |     |     | -.º  | -      |        |

### Campeonato Mundial de Rally
| Año  | Equipo       | Automóvil                  | 1   | 2   | 3   | 4   | 5   | 6   | 7   | 8   | 9   | 10  | 11     | 12  | 13  | Pos. | Puntos |
| ---- | ------------ | -------------------------- | --- | --- | --- | --- | --- | --- | --- | --- | --- | --- | ------ | --- | --- | ---- | ------ |
| 2012 | Romain Dumas | Mini Cooper WRC            | MON | SWE | MEX | POR | ARG | GRE | NZL | FIN | DEU | GBR | FRA 16 | ITA | ESP | -    | 0      |
| 2013 | Romain Dumas | Ford Fiesta RS WRC         | MON | SWE | MEX | POR | ARG | GRE | ITA | FIN | DEU | AUS | FRA 10 | ESP | GBR | 31.º | 1      |
| 2014 | Romain Dumas | Porsche 997 GT3 RS 4.0 RGT | MON | SWE | MEX | POR | ARG | ITA | POL | FIN | DEU | AUS | FRA 19 | ESP | GBR | -    | 0      |

### Rally Dakar
| Año     | Categoría | Vehículo      | Posición | Etapas |
| ------- | --------- | ------------- | -------- | ------ |
| 2015    | Coches    | Rallye Sports | Ret.     | -      |
| 2016    | Coches    | Peugeot       | 20.º     | -      |
| 2017    | Coches    | Peugeot       | 8.º      | -      |
| 2020    | Coches    | Rebellion     | Ret.     | -      |
| 2021    | Coches    | Rebellion     | Ret.     | -      |
| 2022    | Coches    | Toyota        | Ret.     | -      |
| 2023    | Coches    | Toyota        | 22.º     | -      |
| 2024    | Coches    | Toyota        | 14.º     | -      |
| Fuente: |           |               |          |        |